# Essertines-en-Châtelneuf
Essertines-en-Châtelneuf è un comune francese di 666 abitanti situato nel dipartimento della Loira della regione dell'Alvernia-Rodano-Alpi.

## Società

### Evoluzione demografica
Abitanti censiti